# 미스 유니버스 2016
제66회 미스 유니버스 2016 대회는 2017년 1월 30일에 필리핀 메트로 마닐라에서 개최되었고 미스 유니버스 2015 우승자인 피아 워츠바흐가 새로운 우승자인 프랑스의 이리스 미테나르에게 왕관을 물려주었다. 1953년 첫 대회 우승자 이후 63년 만에 두번째 우승자로 배출하였다.

## 결과

### 최종 결과

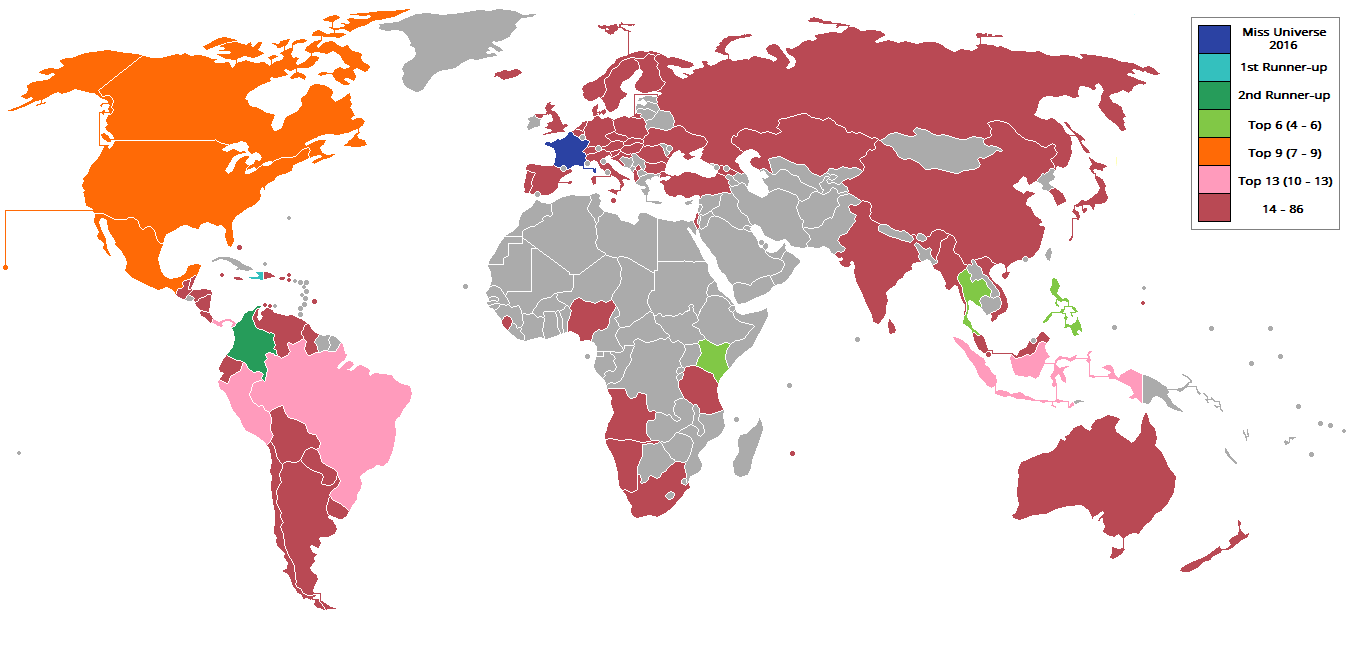
Final placements for Miss Universe 2016:
Miss Universe 2016
1st Runner-up
2nd Runner-up
Top 6
Top 9
Top 13
14th–86th

| 득점결과           | 참가자                                                                                            |
| ------------------ | ------------------------------------------------------------------------------------------------- |
| 미스 유니버스 2016 | - 프랑스 – 이리스 미테나르                                                                        |
| 2위                | - 아이티 – 라쿠엘 프리슬러                                                                        |
| 3위                | - 콜롬비아 – 안드레아 토바                                                                        |
| Top6               | - 케냐 – 메리 에스터 웨레 - 필리핀 – 맥신 메디아 - 태국 – 차리타 수안샌                           |
| Top 9              | - 캐나다 – 시에라 베어첼 - 멕시코 - 크리스탈 실바 - 미국 – 디쇼나 바버                            |
| Top 13             | - 브라질 – 라리사 산타나 - 인도 – 켈지아 워로우 - 파나마 – 케이티 디레난 - 페루 – 발레리아 피아자 |